# Élection présidentielle française de 1879
L'élection présidentielle française de 1879 s'est déroulée le 30 janvier 1879 à la suite de la démission du président Patrice de Mac Mahon. Le président de la Chambre des députés Jules Grévy fut élu pour lui succéder.

## Contexte
Le président Mac-Mahon, ne bénéficiant plus d'aucun soutien de la part des deux chambres du parlement à la suite des élections sénatoriales remportées par les républicains le 5 janvier 1879, préfère démissionner après avoir refusé de signer la destitution de certains généraux. En huit heures, l'Assemblée Nationale se réunit afin d’élire un nouveau président.

## Résultats
| Candidats                | Candidats                | Étiquettes               | Premier tour | Premier tour |
| Candidats                | Candidats                | Étiquettes               | Voix         | %            |
| ------------------------ | ------------------------ | ------------------------ | ------------ | ------------ |
|                          | Jules Grévy              | Républicain modéré       | 563          | 84,03        |
|                          | Alfred Chanzy            | Militaire                | 99           | 14,78        |
|                          | Léon Gambetta            | Union républicaine       | 5            | 0,75         |
|                          | Paul de Ladmirault       | Militaire                | 1            | 0,15         |
|                          | Henri d'Orléans          | Orléaniste               | 1            | 0,15         |
|                          | Gaston de Galliffet      | Militaire                | 1            | 0,15         |
|                          |                          |                          |              |              |
| Votes valides            | Votes valides            | Votes valides            | 670          | 93,97        |
| Votes blancs et nuls     | Votes blancs et nuls     | Votes blancs et nuls     | 43           | 6,03         |
| Total                    | Total                    | Total                    | 713          | 100          |
| Abstention               | Abstention               | Abstention               | 87           | 10,87        |
| Inscrits / participation | Inscrits / participation | Inscrits / participation | 800          | 89,13        |

## Analyse
Le président de la Chambre des députés et candidat malheureux en 1873 Jules Grévy partit dès la réunion des deux chambres comme le grand favori. Il décida de poser sa candidature et fut élu avec une très grande majorité de suffrages. Son opposant le plus sérieux était le militaire Alfred Chanzy, qui rassembla une centaine de suffrages. Le populaire député Léon Gambetta succéda à Grévy à la tête de la Chambre.